# Anisomysis nana
Anisomysis nana är en kräftdjursart som beskrevs av Murano 1995. Anisomysis nana ingår i släktet Anisomysis och familjen Mysidae. Inga underarter finns listade i Catalogue of Life.